# Wieprzyce
Wieprzyce (niem. Wepritz, Wieprzyce Dolne) – wieś w Polsce położona w województwie lubuskim, w powiecie gorzowskim, w gminie Bogdaniec.
W latach 1975–1998 miejscowość administracyjnie należała do województwa gorzowskiego.
31 grudnia 1961 część Wieprzyc (69,56 ha, Wieprzyce Górne) włączono w granice administracyjne Gorzowa Wielkopolskiego, a Wieprzyce Dolne zostały samodzielną wsią w gromadzie Łupowo, od 1973 w gminie Bogdaniec.
Z Wieprzyc pochodzi Józef Nowicki, polski ekonomista, polityk, poseł na Sejm, prezydent Konina.